# Grand Prix automobile de Baltimore 2011
Navigation
Édition précédente Édition suivante
Le Grand Prix de Baltimore 2011 (Baltimore Grand Prix), disputé sur le 3 septembre 2011 sur le circuit urbain de Baltimore est la septième manche de l'American Le Mans Series 2011.

## Course

### Classement de la course
Voici le classement provisoire au terme de la course,,.

- Les vainqueurs de chaque catégorie sont signalés par un fond jauni.
- Pour la colonne Pneus, il faut passer le curseur au-dessus du modèle pour connaître le manufacturier de pneumatiques.

| Pos.   | Catégorie | N° | Écurie                          | Pilotes                           | Châssis                                 | Pneus | Tours/Abandon |
| Pos.   | Catégorie | N° | Écurie                          | Pilotes                           | Moteur                                  | Pneus | Tours/Abandon |
| ------ | --------- | -- | ------------------------------- | --------------------------------- | --------------------------------------- | ----- | ------------- |
| 1      | LMP1      | 20 | Oryx Dyson Racing               | Humaid Al Masaood Steven Kane     | Lola B09/86                             | D     | 71            |
| 1      | LMP1      | 20 | Oryx Dyson Racing               | Humaid Al Masaood Steven Kane     | Mazda MZR-R 2.0 L Turbo I4 (Isobutanol) | D     | 71            |
| 2      | LMP1      | 16 | Dyson Racing                    | Chris Dyson Guy Smith             | Lola B09/86                             | D     | 71            |
| 2      | LMP1      | 16 | Dyson Racing                    | Chris Dyson Guy Smith             | Mazda MZR-R 2.0 L Turbo I4 (Isobutanol) | D     | 71            |
| 3      | LMPC      | 37 | Intersport Racing               | Kyle Marcelli Tomy Drissi         | Oreca FLM09                             | M     | 71            |
| 3      | LMPC      | 37 | Intersport Racing               | Kyle Marcelli Tomy Drissi         | Chevrolet LS3 6.2 L V8                  | M     | 71            |
| 4      | LMPC      | 63 | Genoa Racing                    | Eric Lux Elton Julian             | Oreca FLM09                             | M     | 71            |
| 4      | LMPC      | 63 | Genoa Racing                    | Eric Lux Elton Julian             | Chevrolet LS3 6.2 L V8                  | M     | 71            |
| 5      | LMPC      | 05 | CORE Autosport                  | Jon Bennett Frankie Montecalvo    | Oreca FLM09                             | M     | 71            |
| 5      | LMPC      | 05 | CORE Autosport                  | Jon Bennett Frankie Montecalvo    | Chevrolet LS3 6.2 L V8                  | M     | 71            |
| 6      | GT        | 17 | Team Falken Tire                | Wolf Henzler Bryan Sellers        | Porsche 911 GT3 RSR (997)               | F     | 71            |
| 6      | GT        | 17 | Team Falken Tire                | Wolf Henzler Bryan Sellers        | Porsche 4.0 L Flat-6                    | F     | 71            |
| 7      | LMPC      | 06 | CORE Autosport                  | Gunnar Jeannette Ricardo González | Oreca FLM09                             | M     | 71            |
| 7      | LMPC      | 06 | CORE Autosport                  | Gunnar Jeannette Ricardo González | Chevrolet LS3 6.2 L V8                  | M     | 71            |
| 8      | GT        | 56 | BMW Team RLL                    | Dirk Müller Joey Hand             | BMW M3 GT2 (E92)                        | D     | 70            |
| 8      | GT        | 56 | BMW Team RLL                    | Dirk Müller Joey Hand             | BMW 4.0 L V8                            | D     | 70            |
| 9      | GT        | 4  | Corvette Racing                 | Oliver Gavin Jan Magnussen        | Chevrolet Corvette C6.R GT2             | M     | 70            |
| 9      | GT        | 4  | Corvette Racing                 | Oliver Gavin Jan Magnussen        | Chevrolet 5.5 L V8                      | M     | 70            |
| 10     | LMPC      | 18 | Performance Tech Motorsports    | Anthony Nicolosi Jarrett Boon     | Oreca FLM09                             | M     | 70            |
| 10     | LMPC      | 18 | Performance Tech Motorsports    | Anthony Nicolosi Jarrett Boon     | Chevrolet LS3 6.2 L V8                  | M     | 70            |
| 11     | GT        | 48 | Paul Miller Racing              | Bryce Miller Sascha Maassen       | Porsche 911 GT3 RSR (997)               | Y     | 70            |
| 11     | GT        | 48 | Paul Miller Racing              | Bryce Miller Sascha Maassen       | Porsche 4.0 L Flat-6                    | Y     | 70            |
| 12     | GT        | 62 | Risi Competizione               | Jaime Melo Toni Vilander          | Ferrari 458 Italia GT2                  | M     | 70            |
| 12     | GT        | 62 | Risi Competizione               | Jaime Melo Toni Vilander          | Ferrari 4.5 L V8                        | M     | 70            |
| 13     | GT        | 55 | BMW Team RLL                    | Bill Auberlen Dirk Werner         | BMW M3 GT2 (E92)                        | D     | 70            |
| 13     | GT        | 55 | BMW Team RLL                    | Bill Auberlen Dirk Werner         | BMW 4.0 L V8                            | D     | 70            |
| 14     | GT        | 3  | Corvette Racing                 | Olivier Beretta Tommy Milner      | Chevrolet Corvette C6.R GT2             | M     | 70            |
| 14     | GT        | 3  | Corvette Racing                 | Olivier Beretta Tommy Milner      | Chevrolet 5.5 L V8                      | M     | 70            |
| 15     | LMP1      | 12 | Autocon                         | Tony Burgess Chris McMurry        | Lola B06/10                             | D     | 68            |
| 15     | LMP1      | 12 | Autocon                         | Tony Burgess Chris McMurry        | AER P32C 4.0 L Turbo V8 (Isobutanol)    | D     | 68            |
| 16     | GT        | 44 | Flying Lizard Motorsports       | Seth Neiman Darren Law            | Porsche 911 GT3 RSR (997)               | M     | 68            |
| 16     | GT        | 44 | Flying Lizard Motorsports       | Seth Neiman Darren Law            | Porsche 4.0 L Flat-6                    | M     | 68            |
| 17     | GT        | 01 | Extreme Speed Motorsports       | Scott Sharp Johannes van Overbeek | Ferrari 458 Italia GT2                  | M     | 68            |
| 17     | GT        | 01 | Extreme Speed Motorsports       | Scott Sharp Johannes van Overbeek | Ferrari 4.5 L V8                        | M     | 68            |
| 18     | GT        | 02 | Extreme Speed Motorsports       | Ed Brown Guy Cosmo                | Ferrari 458 Italia GT2                  | M     | 68            |
| 18     | GT        | 02 | Extreme Speed Motorsports       | Ed Brown Guy Cosmo                | Ferrari 4.5 L V8                        | M     | 68            |
| 19     | GTC       | 54 | Black Swan Racing               | Tim Pappas Jeroen Bleekemolen     | Porsche 911 GT3 Cup (997)               | Y     | 67            |
| 19     | GTC       | 54 | Black Swan Racing               | Tim Pappas Jeroen Bleekemolen     | Porsche 4.0 L Flat-6                    | Y     | 67            |
| 20     | GTC       | 23 | Alex Job Racing                 | Bill Sweedler Leh Keen            | Porsche 911 GT3 Cup (997)               | Y     | 67            |
| 20     | GTC       | 23 | Alex Job Racing                 | Bill Sweedler Leh Keen            | Porsche 4.0 L Flat-6                    | Y     | 67            |
| 21     | GTC       | 77 | Magnus Racing                   | John Potter Craig Stanton         | Porsche 911 GT3 Cup (997)               | Y     | 67            |
| 21     | GTC       | 77 | Magnus Racing                   | John Potter Craig Stanton         | Porsche 4.0 L Flat-6                    | Y     | 67            |
| 22     | GTC       | 34 | Green Hornet Black Swan Racing  | Peter LeSaffre Andrew Davis       | Porsche 911 GT3 Cup (997)               | Y     | 67            |
| 22     | GTC       | 34 | Green Hornet Black Swan Racing  | Peter LeSaffre Andrew Davis       | Porsche 4.0 L Flat-6                    | Y     | 67            |
| 23     | GTC       | 68 | TRG                             | Dion von Moltke Marc Bunting      | Porsche 911 GT3 Cup (997)               | Y     | 67            |
| 23     | GTC       | 68 | TRG                             | Dion von Moltke Marc Bunting      | Porsche 4.0 L Flat-6                    | Y     | 67            |
| 24     | GTC       | 66 | TRG                             | Duncan Ende Spencer Pumpelly      | Porsche 911 GT3 Cup (997)               | Y     | 67            |
| 24     | GTC       | 66 | TRG                             | Duncan Ende Spencer Pumpelly      | Porsche 4.0 L Flat-6                    | Y     | 67            |
| 25     | LMP1      | 6  | Muscle Milk Aston Martin Racing | Romain Dumas Klaus Graf           | Lola B09/60-Aston Martin                | M     | 64            |
| 25     | LMP1      | 6  | Muscle Milk Aston Martin Racing | Romain Dumas Klaus Graf           | Aston Martin 6.0 L V12                  | M     | 64            |
| 26     | GT        | 45 | Flying Lizard Motorsports       | Jörg Bergmeister Patrick Long     | Porsche 911 GT3 RSR (997)               | M     | 56            |
| 26     | GT        | 45 | Flying Lizard Motorsports       | Jörg Bergmeister Patrick Long     | Porsche 4.0 L Flat-6                    | M     | 56            |
| 27 DNF | LMPC      | 89 | Intersport Racing               | Chapman Ducote David Ducote       | Oreca FLM09                             | M     | 52            |
| 27 DNF | LMPC      | 89 | Intersport Racing               | Chapman Ducote David Ducote       | Chevrolet LS3 6.2 L V8                  | M     | 52            |
| 28 DNF | LMPC      | 52 | PR1 Mathiasen Motorsports       | Ken Dobson Ryan Lewis             | Oreca FLM09                             | M     | 14            |
| 28 DNF | LMPC      | 52 | PR1 Mathiasen Motorsports       | Ken Dobson Ryan Lewis             | Chevrolet LS3 6.2 L V8                  | M     | 14            |
| 29 DNF | GT        | 98 | Jaguar RSR                      | P. J. Jones Rocky Moran, Jr.      | Jaguar XKR GT                           | D     | 1             |
| 29 DNF | GT        | 98 | Jaguar RSR                      | P. J. Jones Rocky Moran, Jr.      | Jaguar 5.0 L V8                         | D     | 1             |
| DNS    | GT        | 99 | Jaguar RSR                      | Bruno Junqueira Kenny Wilden      | Jaguar XKR GT                           | D     | -             |
| DNS    | GT        | 99 | Jaguar RSR                      | Bruno Junqueira Kenny Wilden      | Jaguar 5.0 L V8                         | D     | -             |